# Eigenleitungsdichte
Die Eigenleitungsdichte (auch intrinsische Ladungsträgerdichte) ist die charakterisierende Materialeigenschaft eines Halbleiters in Blick auf seine elektrische Leitfähigkeit. Sie bezeichnet die Ladungsträgerdichte eines idealen, in seinem Kristallgitter ungestörten Halbleiters. Der zugehörige Leitungsmechanismus wird Eigenleitung genannt.
Die Eigenleitungsdichte bestimmt den Mindestwert der elektrischen Leitfähigkeit. Die tatsächliche Leitfähigkeit des Halbleiters kann durch Verunreinigung höher liegen oder durch Dotierung auf einen höheren Wert eingestellt werden. Die dadurch verursachte Störstellenleitung übersteigt bei Raumtemperatur die Eigenleitung in der Regel um mehrere Größenordnungen; sie überdeckt damit die Eigenschaft des Basismaterials.

## Physikalische Beschreibung
Bei Halbleitern sind am absoluten Nullpunkt sämtliche Elektronen an den Kristallatomen gebunden. Erst mit steigender Temperatur steht eine ausreichende thermische Energie zur Verfügung, um einzelne Elektronen auf das Energieniveau des Leitungsbandes anzuheben. Die frei gewordenen Elektronen und die zurückbleibenden Defektelektronen (Löcher) stehen zum Ladungstransport zur Verfügung (Generation von Elektron-Loch-Paaren); diesem Effekt entgegengerichtet ist die Rekombination von Elektron-Loch-Paaren unter Freiwerdung von Energie.
Im thermodynamischen Gleichgewicht stellt sich ein Gleichgewicht aus Generation und Rekombination ein: Die Anzahldichte an frei beweglichen Ladungsträgern ist im zeitlichen Mittel konstant. Die Eigenleitungsdichte {\displaystyle n_{\mathrm {i} }} setzt sich somit zusammen aus der durchschnittlichen Anzahldichte an freien Elektronen {\displaystyle n} und Löchern {\displaystyle p} bei der jeweiligen Temperatur:
| Halbleiter            | {\displaystyle n_{\mathrm {i} }} in cm−3 |
| --------------------- | ---------------------------------------- |
| Germanium (Ge)        | 2.33e13 2.3e13                           |
| Silizium (Si)         | 1.0e10 1.5e10                            |
| Galliumarsenid (GaAs) | 2.1e6 1.3e6                              |

{\displaystyle n_{\mathrm {i} }^{2}=n\cdot p} (Massenwirkungsgesetz)

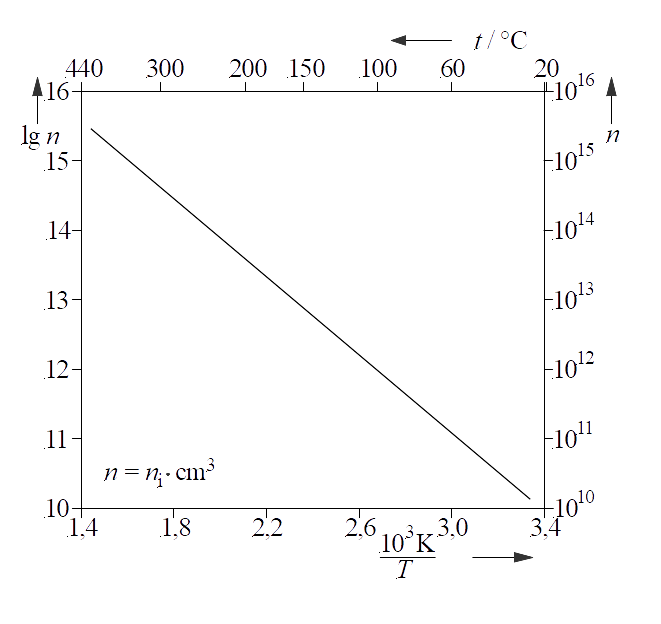
Arrheniusgraph für die Eigenleitungsdichte von Silizium in Abhängigkeit von der Temperatur gemäß der angegebenen Gleichung

Für schwach dotiertes Material kann, anstatt der Fermi-Verteilung, die Boltzmann-Verteilung angewendet werden, dann ergeben sich die Ladungsträgerdichten zu:
{\displaystyle n=N_{\mathrm {L} }\cdot \exp \left(-{\frac {E_{\mathrm {L} }-\mu }{k_{\mathrm {B} }\,T}}\right)}
{\displaystyle p=N_{\mathrm {V} }\cdot \exp \left(+{\frac {E_{\mathrm {V} }-\mu }{k_{\mathrm {B} }\,T}}\right)}
mit
- {\displaystyle n} :  Elektronendichte
- {\displaystyle p} :  Löcherdichte
- {\displaystyle N_{\mathrm {L} }}, {\displaystyle N_{\mathrm {V} }}: effektive Zustandsdichte in Leitungs- und Valenzband
- {\displaystyle E_{\mathrm {L} }}: Energie der Unterkante Leitungsband
- {\displaystyle E_{\mathrm {V} }}: Energie der Oberkante Valenzband
- {\displaystyle E_{\mathrm {L} }-E_{\mathrm {V} }=E_{\mathrm {g} }}: Bandlücke
- {\displaystyle \mu } :  chemisches Potential
- {\displaystyle k_{\mathrm {B} }}: Boltzmannkonstante
- {\displaystyle T} :  absolute Temperatur

Somit ergibt sich die Eigenleitungsdichte:
{\displaystyle {\begin{aligned}n_{\mathrm {i} }&={\sqrt {n\cdot p{\color {White}|}}}\\&={\sqrt {N_{\mathrm {L} }\,N_{\mathrm {V} }}}\cdot \exp \left(-{\frac {E_{\mathrm {L} }-E_{\mathrm {V} }}{2\,k_{\mathrm {B} }\,T}}\right)\\&={\sqrt {N_{\mathrm {L} }\,N_{\mathrm {V} }}}\cdot \exp \left(-{\frac {E_{\mathrm {g} }}{2\,k_{\mathrm {B} }\,T}}\right)\\\end{aligned}}}
Dieses Ergebnis ist erheblich von der Temperatur abhängig. Das zugehörige Diagramm berücksichtigt nicht, dass {\displaystyle N_{\mathrm {L} }}, {\displaystyle N_{\mathrm {V} }} und {\displaystyle E_{\mathrm {g} }} ebenfalls von der Temperatur abhängen, allerdings nicht so ausgeprägt. Im Bereich der Raumtemperatur verdoppelt sich {\displaystyle n_{\mathrm {i} }} ungefähr, wenn sich die Temperatur um 10 K erhöht.

## Zustand in realen Kristallen
Es ist zu beachten, dass es keinen perfekten Kristall gibt (Entropieargument der Thermodynamik).
Bei einer Atomdichte von etwa 5e22 cm−3 (Richtwert für Silizium und Germanium) würde eine Störstellendichte von 5e13 cm−3 bedeuten, dass auf eine Milliarde Atome des Halbleiters eine einzige Störung im Kristallgitter kommt. Aber selbst ein derart störstellenarmer Kristall ist für den Zustand der Eigenleitung noch nicht arm genug. Umgekehrt lässt sich durch extrinsische Störstellen (Dotierung) die Ladungsträgerdichte und damit die Leitfähigkeit steigern. Die typische Dichte der eingebrachten Fremdatome liegt bei 1014−1018 cm−3.
Da der Ionisationsgrad der Störstellen mit der Temperatur steigt, nimmt die Ladungsträgerdichte zunächst mit der Temperatur zu (Störstellenreserve). Bei Raumtemperatur sind (bei Silizium) normalerweise alle Störstellen ionisiert (Störstellenerschöpfung), und die Ladungsträgerdichte hängt nicht mehr von der Temperatur, sondern von der Dotierkonzentration ab. Dieser Fall wird als extrinsische Leitfähigkeit bezeichnet.
Wird die Temperatur weiter erhöht, verliert der Halbleiter seinen Charakter als n-dotiert oder p-dotiert, da zunehmend mehr Ladungsträger durch die intrinsische Ladungsträgergeneration erzeugt werden. Das Halbleitermaterial wird intrinsisch leitend, weil die thermische Energie nun ausreicht, in größerem Umfang Elektronen vom Valenzband ins Leitungsband anzuregen. Der praktische Einsatz dotierter Halbleiter-Bauelemente reicht deshalb für Germanium nur bis 70 °C und für Silizium bis etwa 170 °C oder in einem Temperaturbereich typisch −40 °C < {\displaystyle \vartheta } < 160 °C. Eine Rechnung für die Eigenleitungsdichte von Silizium bei 700 K kommt auf 6.3e15 cm−3.